# Gigolettes of Paris

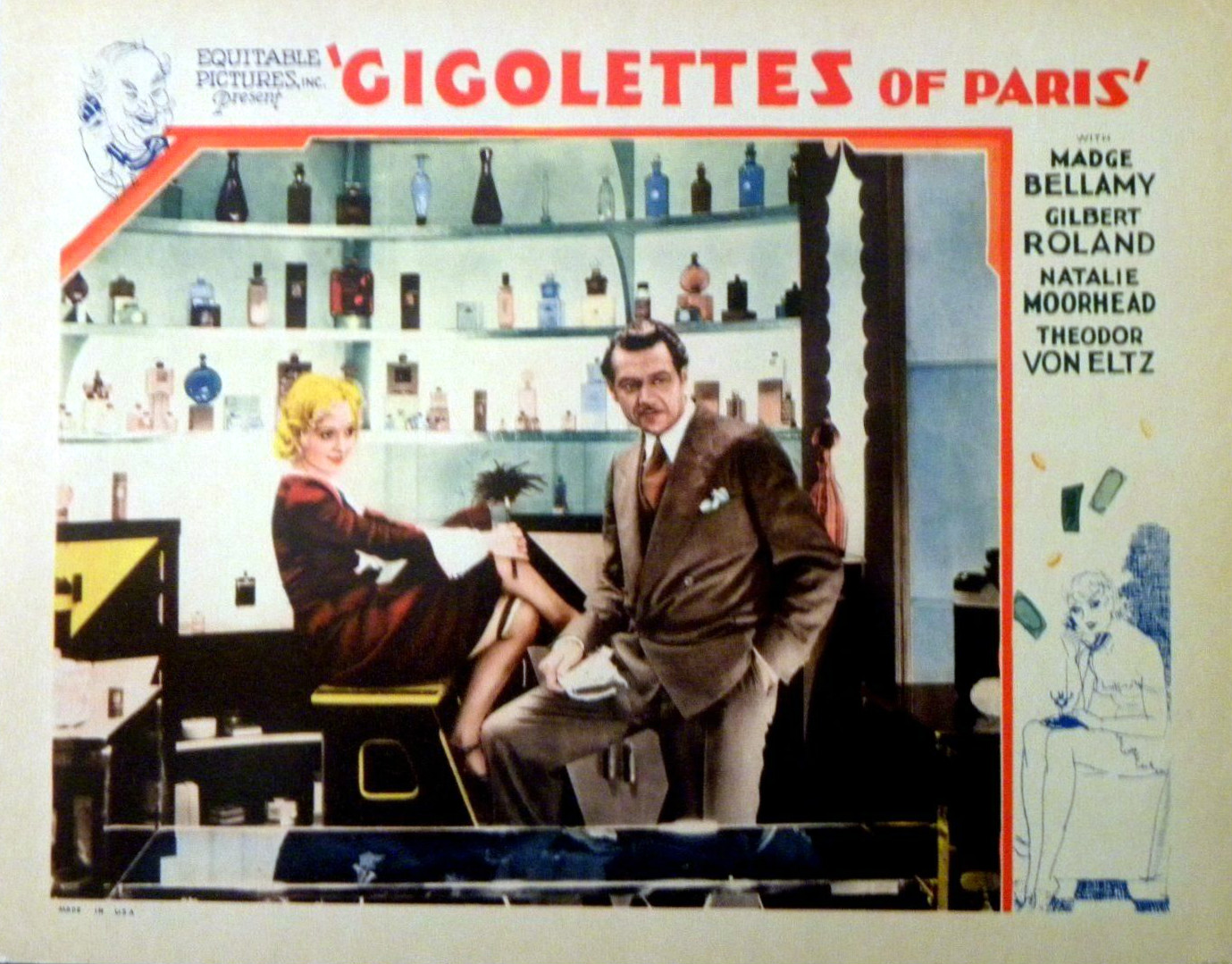
Carte de présentation du film dramatique américain « Les Gigolettes de Paris », en 1933.

Gigolettes of Paris est un film américain réalisé par Alphonse Martell, sorti en 1933.

## Fiche technique
- Titre : Gigolettes of Paris
- Titre original : Gigolettes of Paris
- Réalisation : Alphonse Martell
- Scénario : Mary Flannery, Alphonse Martell
- Producteur : Equitable Motion Pictures Corporation
- Pays d'origine : États-Unis
- Format : Noir et blanc - 1,33:1 - Mono  (RCA Photophone)
- Genre : Drame
- Durée : 64 minutes
- Date de sortie : 6 octobre 1933

## Distribution
- Madge Bellamy : Suzanne Ricord
- Gilbert Roland : Antoine Ferrand, dit Tony
- Natalie Moorhead : Diane Valraine
- Theodore von Eltz : Albert Valraine
- Molly O'Day : Paulette
- Henry Kolker : Officier de police
- Paul Porcasi
- Albert Conti
- Ferdinand Schumann-Heink
- Maude Truax
- Lester New
- Robert Bolder